# NGC 961
NGC 961 (другие обозначения — NGC 1051, IC 249, MCG -1-7-33, UGCA 40, PGC 10172) — карликовая спиральная галактика (тип по Вокулёру SABd) в созвездии Кита.
Этот объект занесён в «Новый общий каталог» дважды, с обозначениями NGC 961 и NGC 1051. Он входит в число перечисленных в оригинальной редакции «Нового общего каталога»/
Галактика была заново открыта Ормондом Стоуном в 1886 году и занесена в Новый общий каталог под обозначением NGC 961. Из-за прецессии данные им координаты должны измениться в 02ч 31м 16с и −06° 54′ 43″, но там ничего нет. Но описание Джона Дрейера этого объекта похоже на описание Эдуара Стефана для NGC 1051, открытой им 6 годами ранее. И, если прямое восхождение Стоуна отличается на 10м, то координаты галактики должны измениться в 02ч 41м 15,2с и −06° 55′ 59″, что очень близко к NGC 1051. Поскольку наблюдение Стефана было сделано раньше и было более точным, галактику можно было бы назвать NGC 1051, но, если объект занесён в Новый общий каталог под несколькими обозначениями, то обычно ему дают самое меньшее из них.
Галактика имеет низкую поверхностную яркость.
Галактика NGC 1051 входит в состав группы галактик NGC 1052, самым крупным членом которой является NGC 1052. Помимо NGC 1051 в группу также входят ещё 10 галактик.
Галактика NGC 1051 входит в состав группы галактик NGC 1084. Помимо NGC 1051 в группу также входят ещё 14 галактик.